# Éveux
Éveux es una comuna francesa situada en el departamento del Ródano, de la región de Auvernia-Ródano-Alpes.

## Demografía
| 436 | 417 | 518 | 726 | 817 | 794 | 908 | 1 107 | 1 197 |
| Para los censos de 1962 a 1999 la población legal corresponde a la población sin duplicidades (Fuente: INSEE [Consultar]) |     |     |     |     |     |     |       |       |

## Patrimonio
La localidad alberga el convento de Santa María de La Tourette perteneciente a la Orden de los Dominicos, diseñado por Le Corbusier y construido entre 1956 y 1960.